# Jämviktskonstant
Jämviktskonstanten beskriver förhållandet mellan produkter och reaktanter i en kemisk jämviktsreaktion.
Ett exempel på en kemisk jämvikt är:
aA + bB  ⇄  cC + dD
där a, b, c och d är de stökiometriska koefficienterna för respektive ämne, vilka betecknas med A, B, C respektive D och där A och B är reaktanter och C och D är produkter (se även kemisk jämvikt). Jämviktskonstanten definieras på följande sätt, med produkterna i täljaren och reaktanterna i nämnaren:
{\displaystyle K={\frac {\{C\}^{c}\cdot \{D\}^{d}}{\{A\}^{a}\cdot \{B\}^{b}}}}
där K är jämviktskonstanten; {A}, {B}, {C} och {D} är aktiviteterna av ämnena A, B, C samt D.
Med denna definition finns ett direkt förhållande mellan Gibbs fria reaktions energi i standardtillstånden och jämviktskonstanten enligt följande:
{\displaystyle \Delta G^{\ominus }=-RT\ln {K}}
Värdet på konstanten är endast giltigt vid konstant temperatur och tryck. Det värde för K som ges i tabeller och datasammanställningar är vanligen giltigt för 25 grader och för 1 atm, och olika metoder finns för att korrigera konstanterna till aktuella förhållanden.
Jämviktskonstanter används i många sammanhang inom kemin. Några exempel är syrakonstant, baskonstant, löslighetskonstant och dissociationskonstant.

## Jämviktskonstant baserad på koncentration
Aktiviteten för ett ämne är relaterad till koncentrationen genom en aktivitetskoefficient, som är beroende av jonstyrkan. Inom lösningskemin är det vanligt att man använder en "jämviktskonstant" som är baserad enbart på koncentrationer – detta för att få en direkt relation mellan mätbara storheter. Detta är möjligt om man har en konstant jonstyrka, eftersom aktivitetskoefficienten är en funktion av jonstyrkan. Denna typ av jämviktskonstant kan skrivas:
{\displaystyle K_{(I)}={\frac {[C]^{c}\cdot [D]^{d}}{[A]^{a}\cdot [B]^{b}}}}
där [A], [B], [C] och [D] nu representerar koncentrationer av ämnena i enheten mol/dm^3. Dock är konstanten K(I) starkt beroende av jonstyrkan, och så fort jonstyrkan varierar behövs kunskap om aktivitetskoefficienten.

## Jämviktskonstanten för gaser
Aktiviteten för en gas är lika med dess fugacitet. Vid låga tryck och höga temperaturer, förhållanden där Henrys lag är giltig, är fugaciteten lika med partialtrycket, som vanligen anges i bar. Som exempel kan tas bildningen av gasformig vätejodid från vätgas och jod (se kemisk jämvikt):
{\displaystyle {\mbox{H}}_{2}{\mbox{(g)}}+{\mbox{I}}_{2}{\mbox{(g)}}\rightleftharpoons 2{\mbox{HI}}{\mbox{(g)}}\qquad ;\qquad K}
Denna konstant definieras enligt:
{\displaystyle K={\frac {\{{\rm {{HI}{\mbox{(g)}}}}\}^{2}}{\{{\rm {{H_{2}}{\mbox{(g)}}}}\}\cdot \{{\rm {{I_{2}}{\mbox{(g)}}}}\}}}}
där aktiviteterna för gaserna ges av dessas fugaciteter. Vid tillräckligt låga totala tryck, till exempel i jordens atmosfär, är dock fugaciteten lika med partialtrycket för gaserna, och vi får:
{\displaystyle K={\frac {P_{\rm {HI(g)}}^{2}}{P_{\rm {H_{2}(g)}}\cdot P_{\rm {I_{2}(g)}}}}}
där P står för partialtryck.

## Jämviktskonstantens beroende av temperaturen
Jämviktskonstantens temperaturberoende beror mestadels på att Gibbs fria energi för reaktionen är temperaturberoende. Reaktionens entalpiförändring, vilken också inverkar på jämviktskonstanten, varierar betydligt mindre. Vid måttliga avvikelser från standardtillståndet, ungefär i intervallet 0 till 40 grader Celsius, kan van't Hoffs ekvation användas för att uppskatta jämviktskonstantens temperaturberoende:
{\displaystyle \ln {\frac {K_{2}}{K_{1}}}={\frac {\Delta H_{r}^{0}}{R}}\cdot \left({\frac {1}{T_{1}}}-{\frac {1}{T_{2}}}\right)}
där K1 och K2 är jämviktskonstanterna vid temperaturerna T1 och T2 som anges i Kelvin. ΔHr0 är reaktionens entalpiförändring vid 25 grader (anges i J/mol), och R är den allmänna gaskonstanten med värdet 8,314 J mol−1K−1. Värden för ΔHr0 för olika föreningar återfinns i många databaser och datorprogram för jämviktsberäkningar.